# 海心島

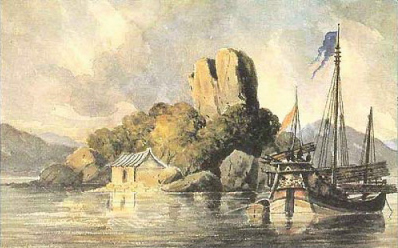
1840年描繪的海心島，島上可見現時在海心公園內的海心石和曾存在過的海心廟

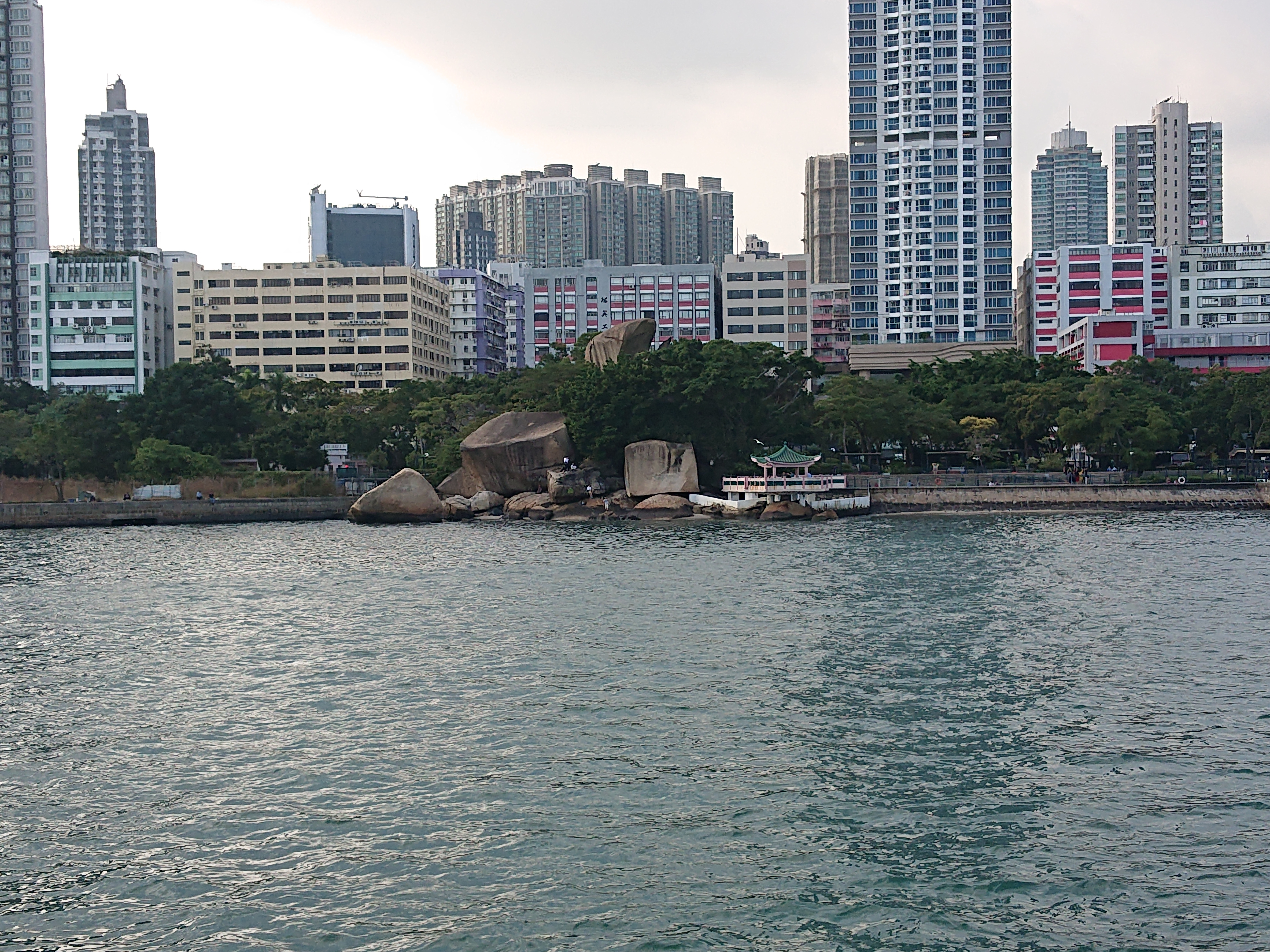
海心島今貌

海心島（古稱土瓜灣島）是一座香港已消失島嶼，位於九龍半島東南，九龍城土瓜灣浙江街對出海面。
海心島地區行政上屬於九龍城區，原址於1964年因為土瓜灣填海工程而連陸。

## 歷史

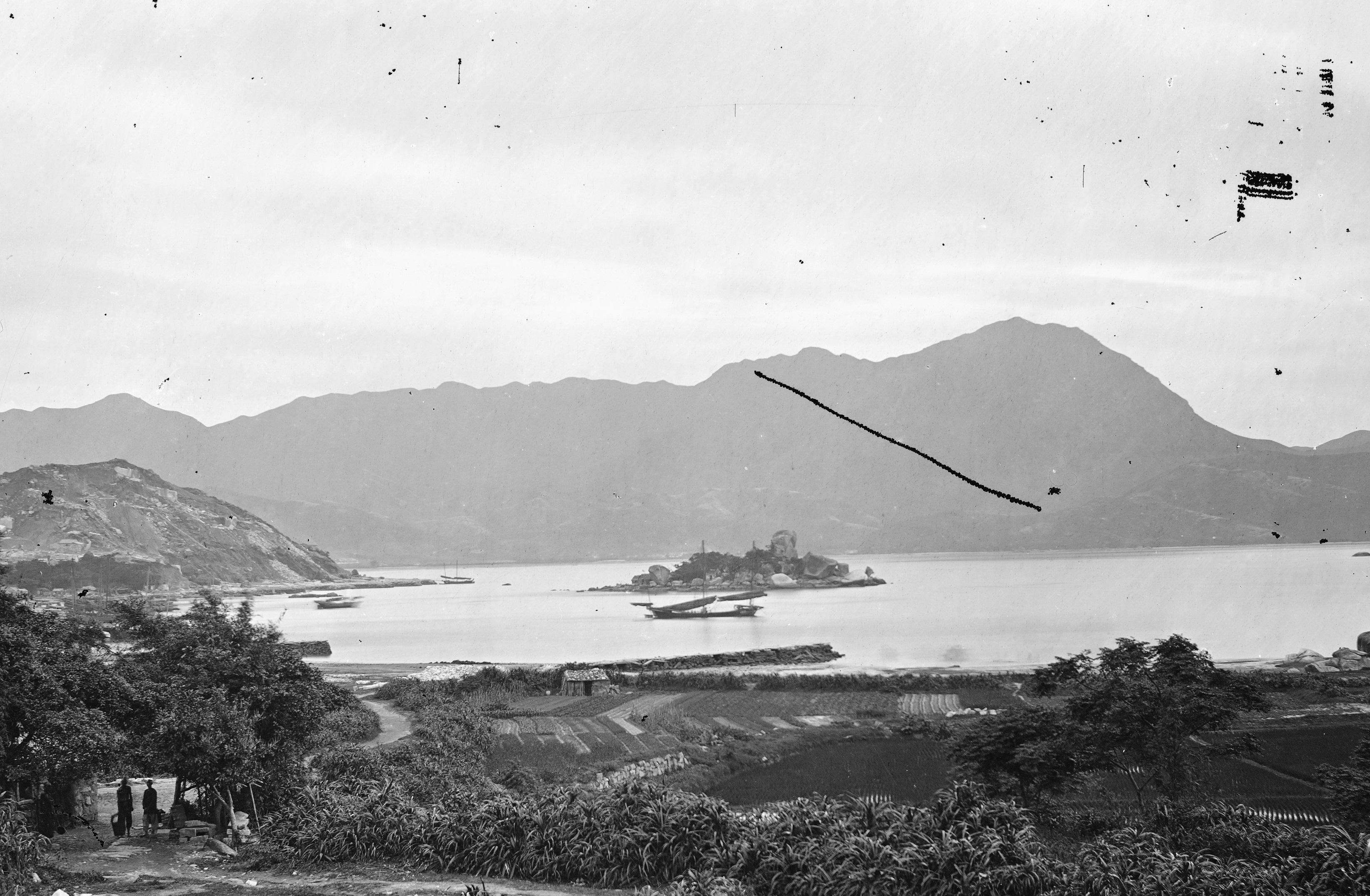
1870年由約翰·湯姆森所攝的海心島

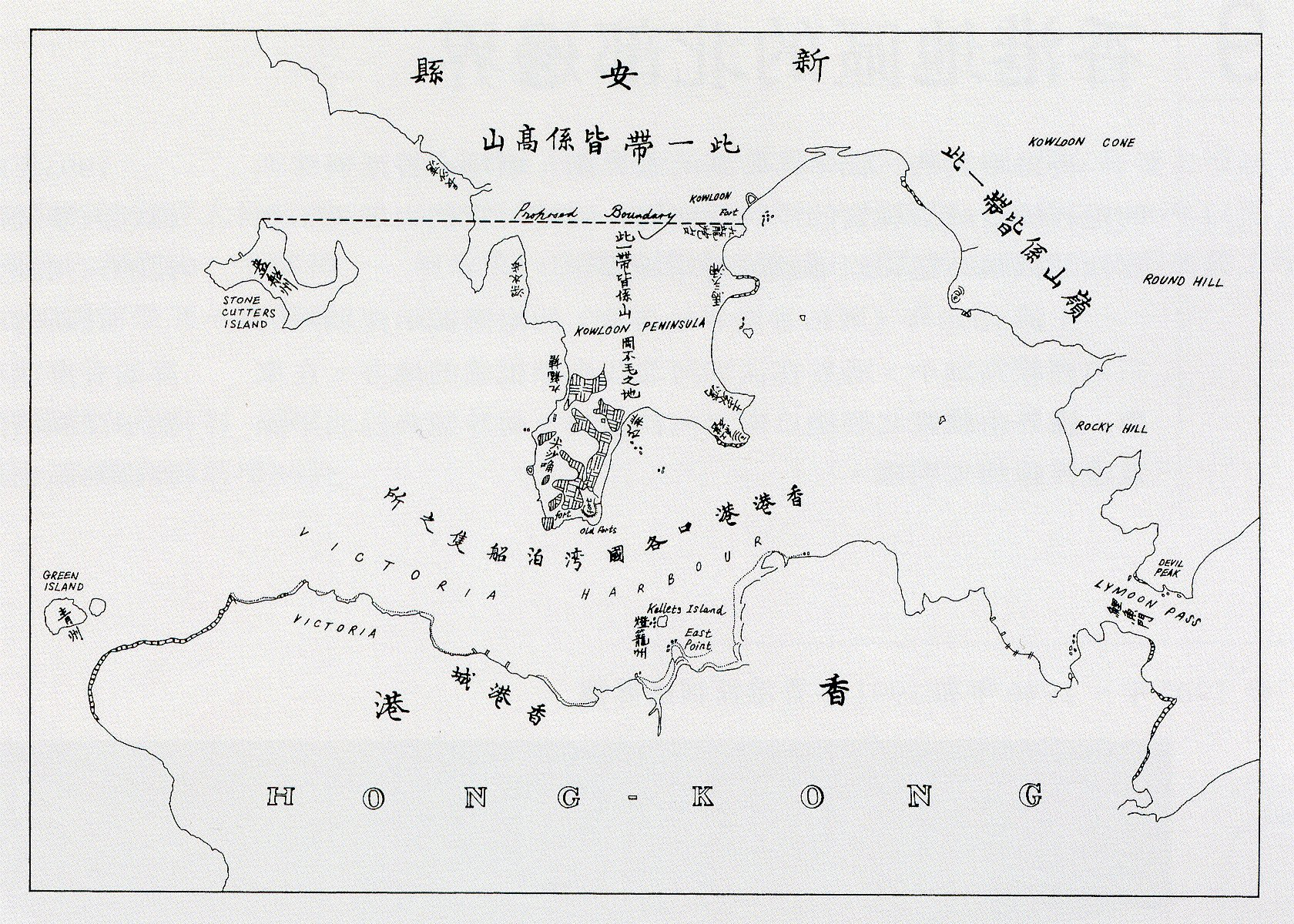
《北京條約》大清割讓九龍半島予大英帝國的地圖，海心島位於土家灣（土瓜灣）及馬頭涌之間

海心島上有海心石和魚尾石的旅遊景點，昔日也有一座海心廟。
土瓜灣海心島原設有龍母壇，除善信外，海心廟從前還是九龍城區著名的旅遊勝地，島上的「魚尾石」更是有名的景緻。
填海前小島對岸常設小艇接載遊客往返，龍母壇亦被移至下鄉道土瓜灣天后廟旁續受善信的祭祀。此廟宇屬華人廟宇委員會直轄管理。
海心島於1964年因為土瓜灣填海工程而被夷平。現時該處發展為海心公園。海心廟則遷到區內落山道一帶。
現在海心公園內的海心亭亦有楹聯以兩石題曰：「海心亭具西湖韻　魚尾石全此地靈」。

## 地標

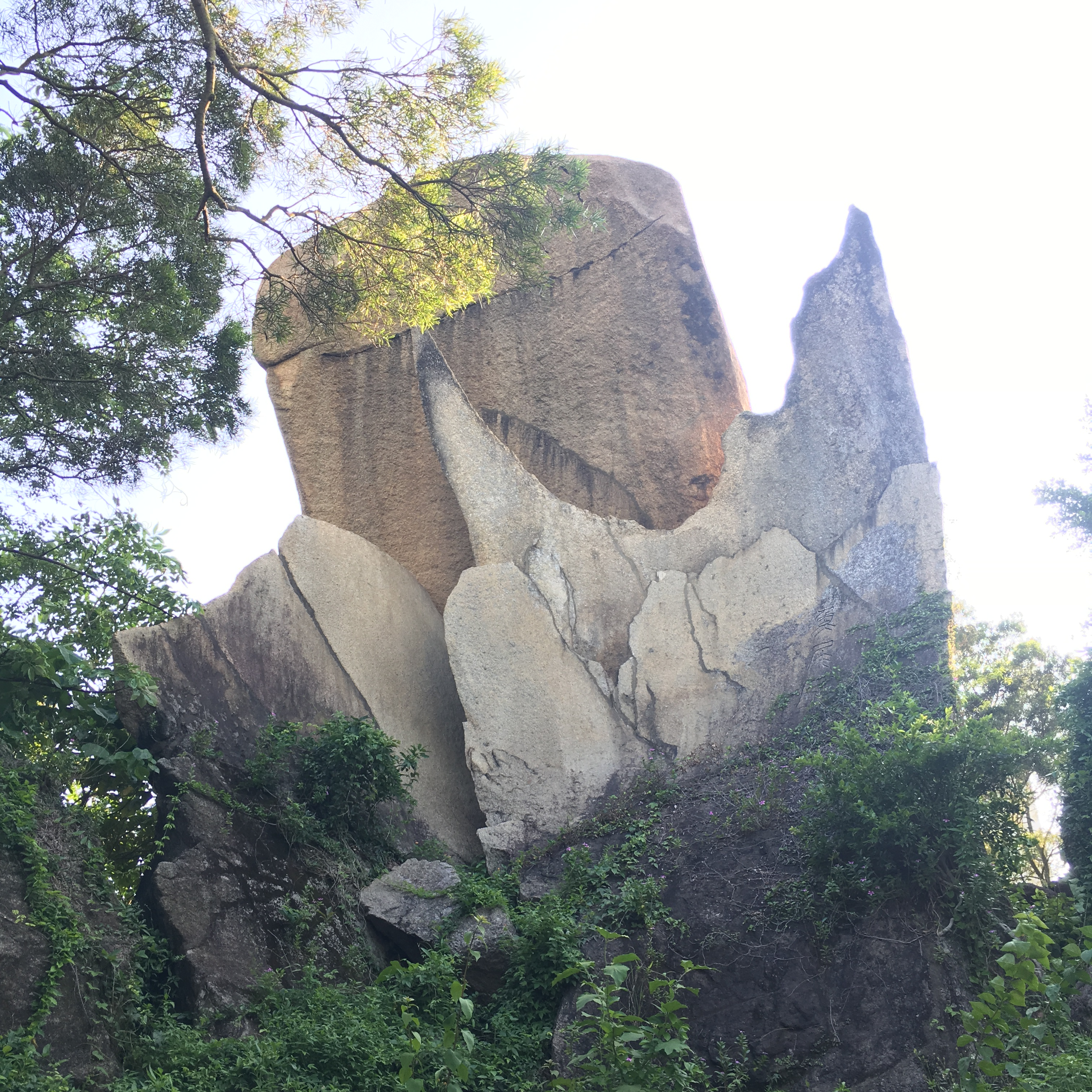
填海後保留在海心公園內的魚尾石

- 海心石
- 魚尾石
- 海心廟（已搬遷）
- 龍母壇（已搬遷）

## 鄰近
- 港圖灣
- 九龍城碼頭

## 外部連結
维基共享资源上的相關多媒體資源：海心島
22°18′54″N 114°11′30″E / 22.31497°N 114.19169°E